# Puranpur
Puranpur è una suddivisione dell'India, classificata come municipal board, di 37.193 abitanti, situata nel distretto di Pilibhit, nello stato federato dell'Uttar Pradesh.